# Спасовський сільський округ
Спа́совський сільський округ (каз. Спасов ауылдық округі, рос. Спасовский сельский округ) — адміністративна одиниця у складі Єсільського району Північноказахстанської області Казахстану. Адміністративний центр — село Спасовка.
Населення — 446 осіб (2021; 984 у 2009, 1549 у 1999, 1959 у 1989).
Станом на 1989 рік існувала Дружбинська сільська рада (села Сариман, Спасовка, Тауагаш).

## Склад
До складу округу входять такі населені пункти:
| Населений пункт | Старі назви | Населення, осіб (1989) | Населення, осіб (1999) | Населення, осіб (2009) | Населення, осіб (2021) |
| --------------- | ----------- | ---------------------- | ---------------------- | ---------------------- | ---------------------- |
| Сариман, село   | -           | 228                    | 201                    | 103                    | 28                     |
| Спасовка, село  | -           | 1066                   | 731                    | 465                    | 135                    |
| Тауагаш, село   | -           | 665                    | 617                    | 416                    | 283                    |